# Atelopus hoogmoedi
Atelopus hoogmoedi é uma espécie de anfíbio da família Bufonidae. Pode ser encontrada na Guiana, Suriname, Guiana Francesa e Brasil, nos estados de Roraima, Amapá e Pará.